# Gourbeyre
Gourbeyre, llamada en criollo Goubé, es una comuna francesa situada en el departamento de Guadalupe, de la región de Guadalupe. 
El gentilicio francés de sus habitantes es Gourbeyriens y Gourbeyriennes.
La comuna fue durante mucho tiempo un punto central en la defensa de la isla, y actualmente posee un observatorio vulcanológico para la vigilancia del volcán activo de La Soufrière.

## Toponimia
Fundada el 20 de septiembre de 1837 con el nombre de Dos d'âne, pasó a llamarse con su actual denominación el 30 de abril de 1846, a la muerte, el año anterior, del contralmirante auvernés (natural de Riom) Augustin-Jean-Baptiste Gourbeyre, gobernador por aquel entonces de Guayana Francesa y Guadalupe.

## Situación
La comuna está situada en el extremo suroeste de la isla guadalupana de Basse-Terre.

## Barrios y/o aldeas
La comuna se compone de los barrios/aldeas de Blanchet, Champleury, Dolé, Palmiste, Saint-Charles, Grande-Savane, Dos d'âne, Valkanaërs, Le Bourg, Bisdary, Rivière-Sens y Gros Morne-Dolé.

## Demografía
| Gráfica de evolución demográfica de Gourbeyre entre 1961 y 2013 |
|                                                                 |

Fuente: Insee

## Comunas limítrofes
| Noroeste: Basse-Terre | Norte: Saint-Claude | Noreste: Saint-Claude y Trois-Rivières |
| Oeste: Mar Caribe     |                     | Este: Trois-Rivières                   |
| Suroeste: Mar Caribe  | Sur: Vieux-Fort     | Sureste: Trois-Rivières                |